# Thermonectus variegatus
Thermonectus variegatus är en skalbaggsart som först beskrevs av Pierre François Marie Auguste Dejean 1836.  Thermonectus variegatus ingår i släktet Thermonectus och familjen dykare. Inga underarter finns listade i Catalogue of Life.